# Каштаньейра-ду-Рибатежу
Каштаньейра-ду-Рибатежу (порт. Castanheira do Ribatejo)  —  населённый пункт и район в Португалии,  входит в округ Лиссабон. Является составной частью муниципалитета  Вила-Франка-де-Шира. Находится в составе крупной городской агломерации Большой Лиссабон. По старому административному делению входил в провинцию Рибатежу. Входит в экономико-статистический  субрегион Большой Лиссабон, который входит в Лиссабонский регион. Население составляет 7258 человек на 2001 год. Занимает площадь 15,28 км².
Покровителем района считается Апостол Варфоломей (порт. São Bartolomeu).